# Diadelia antegrisea
Diadelia antegrisea là một loài bọ cánh cứng trong họ Cerambycidae.